# Legacies
Legacies és una sèrie dramàtica de televisió nord-americana creada per Julie Plec, que es va estrenar a The CW el 25 d'octubre de 2018. És un spin-off de The Originals i compta amb personatges de la sèrie i del seu predecessor, The Vampire Diaries. Danielle Rose Russell és protagonista de Hope Mikaelson, de 17 anys, continuant el paper que va tenir en la cinquena i última temporada de The Originals. Matt Davis també té un paper destacat en la sèrie, reprenent el seu paper com Alaric Saltzman de The Vampire Diaries. The CW va renovar la sèrie per a una segona temporada al gener del 2019.

## Premissa
Legacies segueix Hope Mikaelson, la filla de Klaus Mikaelson i Hayley Marshall, que és descendent d'alguns dels vampirs més poderosos, home llop i llengües de bruixes. Dos anys després dels esdeveniments de The Originals, Hope, de 17 anys, assisteix a l'escola Salvatore per a joves i dotada. L'escola és un refugi on els éssers sobrenaturals poden aprendre a controlar les seves habilitats i impulsos.

## Repartiment
- Danielle Rose Russell com Hope Mikaelson
- Aria Shahghasemi com Landon Kirby
- Kaylee Bryant com Josie Saltzman
- Jenny Boyd com Lizzie Saltzman
- Quincy Fouse com Milton "MG" Greasley
- Peyton Alex Smith com Rafael Waithe
- Matt Davis com Alaric Saltzman